# Zsoldos Andor (forgatókönyvíró)
Zsoldos Andor, született: Gutman, névváltozata: André Zsoldos (Budapest, 1893. július 27. – Hollywood, 1976. október 28.) magyar író, forgatókönyvíró, költő, színész.

## Élete
Gutman Ábris Ignác betűszedő és Weisz Háni fia. 1912-ben végezte el az Országos Színészegyesület színiiskoláját. Szatmárnémetiben, Marosvásárhelyt és Miskolcon volt színész, majd újságíró. 1922-ben Irodalmi Színházat alapított. Daljátékot is írt Mátyás király címmel, melyet a Városi Színház mutatott be Palló Imrével és Biller Irénnel a főszerepekben. Az 1920-as években az Est-lapok és a Színházi Élet párizsi, majd nizzai tudósítója volt. Elsőként a Diadalmas élet című darabját filmesítették meg 1923-ban. 1927 és 1933 között Berlinben élt, ahol együtt dolgozott Max Reinhardt színházi rendezővel. 1933-ban hazaköltözött és Budapesten filmforgatókönyveket írt. A második világháború utáni első magyar film, A tanítónő forgatókönyvírója volt, mely 1947-ben Cannes-ban díjat nyert. A Magyar Filmalkalmazottak Szakszervezete Művészeti Szakosztályának elnöke és a Filmakadémia tanára volt. 1955-ben elhagyta Magyarországot és Kaliforniában telepedett le. A Szürke porszem című verseskötetét 1976-ban Herzl-díjjal ismerték el.
Felesége Bíró Ilona (1907–1995) volt.

## Filmjei

### Forgatókönyvíró
- Diadalmas élet (1923)
- Es gibt eine Frau, die dich niemals vergißt (1930)
- Liebe und Champagner (1930)
- Nuits de Venice (1931)
- Der Liebesexpreß (1931)
- Piri mindent tud (1932)
- Rákóczi induló (1933, magyar-német-osztrák)
- Döntő pillanat (1938)
- Csak tréfa (1939, nem valósult meg)
- A tanítónő (1945)

### Producer
- Rákóczi induló (1933, magyar-német-osztrák)
- A tanítónő (1945)

### Gyártásvezető
- Helyet az öregeknek (1934, magyar-osztrák)
- Ende schlecht, alles gut (1934)
- Baskiercsev Mária szerelme (1935)
- 3 : 1 a szerelem javára (1937)

### Művészeti vezető
- Rákóczi induló (1933, magyar-német-osztrák)

## Egyéb művei
- Szürke porszem (versek, bevezető: Tábori Pál, Los Angeles, 1974)
- Theodor Herzl: Emlékezések (Magyar Zsidók Világszövetsége, New York, 1981)

## Díjak, elismerések
- Herzl-díj (1976)